# 8 Days of Christmas
Albums de Destiny's Child
Survivor
(2001) Destiny Fulfilled
(2004)
Singles
1. 8 Days of Christmas
Sortie : 19 novembre 2001
2. Rudolph the Red-Nosed Reindeer
Sortie : 11 décembre 2001

8 Days of Christmas est un album de chansons de Noël du groupe américain de R&B Destiny's Child.

## Liste des titres
1. 8 Days Of Christmas
2. Winter Paradise
3. A DC Christmas Medley (Santa Claus Is Coming To Town, Jingle Bells, Frosty The Snowman, Have A Jolly Holly Christmas, Deck The Halls, Here Comes Santa Claus)
4. Silent Night (par Beyoncé Knowles)
5. Little Drummer Boy (Featuring Solange)
6. Do You Hear What I Hear (par Kelly Rowland)
7. White Christmas
8. Platinum Bells
9. O' Holy Night (par Michelle Williams)
10. Spread A Litte Love On Christmas Day
11. This Christmas
12. Opera Of The Bells
13. The Proud Family (Solange Featuring Destiny's Child)

## Charts
| Chart (2001)                 | Provider      | Peak position | Certification |
| ---------------------------- | ------------- | ------------- | ------------- |
| Australian ARIA Albums Chart | ARIA          | 64            |               |
| Austrian Albums Chart        | Media Control | 20            |               |
| Dutch Albums Chart           | MegaCharts    | 24            |               |
| French Albums Chart          | SNEP/IFOP     | 134           |               |
| German Albums Chart          | Media Control | 80            |               |
| Japanese Albums Chart        | Oricon        | 20            |               |
| U.S. Billboard 200           | Billboard     | 34            | Gold          |